# Lactura albofimbriata
Lactura albofimbriata is een vlinder uit de familie van de Lacturidae. De wetenschappelijke naam van de soort is voor het eerst geldig gepubliceerd in 1900 door Walsingham.